# نبرد فراض
نبرد فِراض (به عربی: موقعة الفراض) یکی از رشته جنگ‌های صدر اسلام است که بین روم، ایران و عرب‌های مسیحی در یک‌ طرف و عرب‌های مسلمان در طرف دیگر به وقوع پیوسته‌است؛ گفته می‌شود این جنگ در ماه ذیقعده سال ۱۲ هجری قمری برابر با ۶۳۴ میلادی به فرماندهی خالد بن ولید رخ داده‌است. خالد در ماه رمضان به سوی ناحیهٔ شام، عراق و «جزیره» حرکت کرد، رومیان از این تحرک خالد و ورود وی به «الفراض» باخبر و خشمگین شدند، رومی‌ها از همسایگان پارسی خود درخواست کمک نمودند، همچنین عرب‌های مسیحی «تَغلِب»، «ایاد» و «نَمِر» به یاری رومی‌ها شتافتند و در ساحل رود فرات گرد آمدند، قوای روم، پارس و هم‌پیمان‌هایشان از عرب‌ها به خالد پیغام دادند که برای جنگ دو راه پیش رو دارد، یا از رودخانه فرات عبور کند و به سوی آن‌ها برود، یا اجازه دهند لشکریان پارس به سوی آن‌ها بروند،  که خالد با ذکر عدم رعایت پیمان های جنگی از طرف پارسیان و رومیان که در جنگ پل نیز اتفاق افتاد به لشکریان دشمن پیغام داد شما از رودخانه عبور کنید در اینجا جنگی خونین مابین قوای روم، سپاهیان ایران و عرب‌های مسیحی که به رومیان کمک می‌کردند از یک طرف و خالد بن ولید از طرف دیگر درگرفت که باز مسلمانان قاطعانه فاتح شدند.
در مورد این جنگ طبری
می‌نویسد: کشته شدگان پارسیان و رومیان از صد هزار نفر تجاوز کرده‌است، خالد پس از جنگ ۱۵ روز در «فراض» ماند، در ۲۵ ذیقعده به طرف حیره حرکت کرد.
اما «مستر مویر» در کتاب (الخلافه) چاپ ۱۹۴۲ هنگام ذکر نبرد فراض در صفحهٔ ۶۱ عدد کشته شدگان رد می‌کند، و می‌گوید که این شمار عدد قابل تصدیق نیست، گرچه تعداد نیروهای پارسیان و رومیان و عرب‌های مسیحی زیاد بودند، بعضی مورخین عرب نوشته‌اند که پارسیان و رومیان با سپاهی بزرگ با خالد وارد جنگ شدند، اما هیچ‌کدام از آنان عدد افراد این سپاه را ذکر نکرده اند. اما نوشته‌اند که قوای دشمن از ۳ سپاه تشکیل می‌شده‌است: سپاه پارسیان، رومیان و عرب‌های مسیحی؛ لذا گفته‌اند که تعداد کشته شدگان زیاد بوده‌است. بنابراین طبری نوشته‌است که تعداد کشته شدگان از ۱۰۰ هزار نفر تجاوز کرده بوده‌است. در این باره قعقاع بن عمرو در مورد پیروزی مسلمانان در (موقعهٔ الفراض) سروده أست:
| لَقیَنا بالفراض جُمُوع روم  |  | وَفُرس غَمها طُول اَلسَلام      |
| بدنا جَمعُهُم لَمَا اَلتَقیَنا  |  | وبیتنا بجمع بَنی رزام      |
| فَما فتئت جُنود السلم حَتی |  | رَأینا اَلقَومُ کَالغَنم السوام |